# Nicole Trisse
Nicole Gries-Trisse est une personnalité politique française, née le 29 juin 1963 à Sarreguemines (Moselle). Elle est députée de la cinquième circonscription de la Moselle entre 2017 et 2022 sous l'étiquette de La République en marche.

## Biographie

### Engagements politiques
En octobre 2017, Nicole Trisse est élue vice-présidente de l'Assemblée parlementaire du Conseil de l'Europe.

### Polémique
Sa fille Charlie Trisse est assistante parlementaire de Christophe Arend, également député En marche. Cette situation est dénoncée par des médias tels StreetPress qui considèrent que c'est un contournement de la loi sur la moralisation de la vie publique,.

### Vie privée
Nicole Gries-Trisse est mariée et mère de deux enfants. Elle est diplômée en conseil en économie sociale et familiale. Elle était déléguée médicale des laboratoires Pierre Fabre,, avant de démissionner pour se consacrer entièrement à son mandat de députée.